# Hope Lange
Hope Elise Ross Lange (* 28. November 1933 in Redding, Connecticut; † 19. Dezember 2003 in Santa Monica, Kalifornien) war eine US-amerikanische Schauspielerin.

## Leben und Karriere
Hope Lange kam als Tochter des Musikers John George Lange (1881–1942) und der Schauspielerin Minette Lange (geb. Buddecke, 1898–1970) in Connecticut zur Welt. Bereits als Kind gab Lange im Jahr 1943 ihr Broadway-Debüt in The Patriots, einem Drama von Sidney Kingsley über Thomas Jefferson, das mit dem Pulitzer-Preis ausgezeichnet wurde. Durch einen Fernsehauftritt in einer Folge von Kraft Television Theatre im Jahr 1956 wurde der Produzent Buddy Adler auf sie aufmerksam. Sie erhielt daraufhin einen Vertrag bei 20th Century Fox und gab an der Seite von Marilyn Monroe in Joshua Logans Bus Stop ihr Leinwanddebüt.
Nachdem sie neben Monroe überzeugen konnte, erhielt Lange eine Rolle in Mark Robsons großangelegter und überaus erfolgreicher Bestseller-Verfilmung Glut unter der Asche (1957). Das Filmdrama mit Lana Turner in der Hauptrolle erhielt neun Oscar-Nominierungen und bescherte auch Lange für ihre Darstellung einer jungen Frau, die ihren alkoholkranken Stiefvater umbringt, nachdem er sie vergewaltigt hat, eine Nominierung für den Oscar sowie für den Golden Globe als beste Nebendarstellerin. Es folgten die weibliche Hauptrolle neben Robert Wagner und Jeffrey Hunter in dem Western Rächer der Enterbten (1957) und ein Auftritt neben Marlon Brando und Montgomery Clift in dem Kriegsfilm Die jungen Löwen (1958). In Frank Capras letztem Film Die unteren Zehntausend verkörperte Lange 1961 ein Showgirl und Gangsterliebchen an der Seite von Bette Davis und Glenn Ford, mit dem Lange eine schlagzeilenträchtige Affäre begonnen hatte und 1963 auch in der Filmkomödie 40 Millionen suchen einen Mann zu sehen war.
Nach einer dreijährigen Drehpause war Lange ab 1966 überwiegend für das Fernsehen tätig. Von 1968 bis 1970 spielte sie zwei Staffeln lang die weibliche Hauptrolle in der Fernsehserie Der Geist und Mrs. Muir, die auf dem Film Ein Gespenst auf Freiersfüßen aus dem Jahr 1947 basiert. Die Rolle der Mrs. Muir brachte ihr zwei Emmys ein. Danach spielte sie drei Staffeln lang die Ehefrau eines Talkshow-Moderators, gespielt von Dick Van Dyke, in The New Dick Van Dyke Show. Sporadische Leinwandauftritte hatte sie später etwa als Ehefrau von Charles Bronson, die Kriminellen zum Opfer fällt, in dem Thriller Ein Mann sieht rot (1974) und als Laura Derns Mutter in David Lynchs Blue Velvet (1986). Im Jahr 1977 kehrte sie kurzzeitig an den Broadway zurück, um in Bernard Slades Bühnenstück Same Time, Next Year aufzutreten. Für den Fernsehfilm Im Netz der schwarzen Witwe (1998) stand sie ein letztes Mal vor der Filmkamera.
Lange heiratete 1956 den Schauspieler Don Murray, der in Bus Stop die männliche Hauptrolle gespielt hatte. Aus der Ehe, die 1961 infolge von Langes Affäre mit Glenn Ford in Scheidung endete, gingen zwei Kinder hervor: Christopher Murray, der ebenfalls als Schauspieler tätig ist, sowie die Fotografin Patricia Murray. Von 1963 bis 1971 war der Regisseur Alan J. Pakula Langes Ehemann. 1972 hatte sie Beziehungen mit Frank Sinatra und John Cheever. Von 1986 bis zu ihrem Tod im Jahr 2003 war sie mit dem Produzenten Charles Hollerith verheiratet.

## Filmografie (Auswahl)
- 1956: Bus Stop
- 1957: Rächer der Enterbten (The True Story of Jesse James)
- 1957: Glut unter der Asche (Peyton Place)
- 1958: Die jungen Löwen (The Young Lions)
- 1958: Hölle, wo ist dein Schrecken (In Love and War)
- 1959: Alle meine Träume (The Best of Everything)
- 1961: Lied des Rebellen (Wild in the Country)
- 1961: Die unteren Zehntausend (Pocketful of Miracles)
- 1963: 40 Millionen suchen einen Mann (Love Is a Ball)
- 1966: Auf der Flucht (The Fugitive, Fernsehserie, eine Folge)
- 1968: Die nackte Tote (Jigsaw)
- 1968–1970: Der Geist und Mrs. Muir (The Ghost & Mrs. Muir, Fernsehserie, 50 Folgen)
- 1971–1974: The New Dick van Dyke Show (Fernsehserie, 72 Folgen)
- 1972: Damals im Sommer (That Certain Summer, Fernsehfilm)
- 1974: Ein Mann sieht rot (Death Wish)
- 1974: Die Todesfalle unter dem Meer (Death Dive, Fernsehfilm)
- 1978: Love Boat (The Love Boat, Fernsehserie, eine Folge)
- 1980: Der Tag, an dem Christus starb (The Day Christ Died, Fernsehfilm)
- 1980: Alles oder nichts (Pleasure Palace, Fernsehfilm)
- 1982: Matt Houston (Fernsehserie, eine Folge)
- 1983: Fantasy Island (Fernsehserie, eine Folge)
- 1983: I Am the Cheese
- 1983/1986: Hotel (Fernsehserie, zwei Folgen)
- 1985: Nightmare II – Die Rache (A Nightmare on Elm Street 2: Freddy’s Revenge)
- 1986: Blue Velvet
- 1987/1993: Mord ist ihr Hobby (Murder, She Wrote, Fernsehserie, zwei Folgen)
- 1990: Julia und ihre Liebhaber (Tune in Tomorrow)
- 1993: Bis dass der Tod euch scheidet (Dead Before Dawn, Fernsehfilm)
- 1993: Cooperstown – Auf den Straßen der Erinnerung (Cooperstown, Fernsehfilm)
- 1994: Das Kartell (Clear and Present Danger)
- 1995: Im Sumpf des Verbrechens (Just Cause)
- 1998: Im Netz der schwarzen Witwe (Before He Wakes, Fernsehfilm)

## Auszeichnungen
- 1958: Nominierung für den Oscar in der Kategorie Beste Nebendarstellerin für Glut unter der Asche
- 1958: Nominierung für den Golden Globe Award in der Kategorie Beste Nebendarstellerin für Glut unter der Asche
- 1969: Nominierung für den Golden Globe Award in der Kategorie Beste Serien-Hauptdarstellerin für Der Geist und Mrs. Muir
- 1969: Emmy in der Kategorie Beste Hauptdarstellerin einer Comedy-Serie für Der Geist und Mrs. Muir
- 1970: Emmy in der Kategorie Beste Hauptdarstellerin einer Comedy-Serie für Der Geist und Mrs. Muir
- 1973: Nominierung für den Emmy in der Kategorie Beste Hauptdarstellerin eines Fernsehfilms für Damals im Sommer